# Deneuille-les-Mines
Deneuille-les-Mines är en kommun i departementet Allier i regionen Auvergne-Rhône-Alpes i de centrala delarna av Frankrike. Kommunen ligger  i kantonen Montluçon-Est (4e Canton) som ligger i arrondissementet Montluçon. År 2022 hade Deneuille-les-Mines 352 invånare.

## Befolkningsutveckling
Antalet invånare i kommunen Deneuille-les-Mines
Referens: INSEE